# Охіньки
О́хіньки (до 2009 року — Охиньки) — козацьке село в Україні, у Прилуцькому районі Чернігівської області. Населення — 699 осіб. Входить до складу Сухополов'янської сільської громади.

## Географія
Розташовано за 26 км від райцентру і залізнич. ст. Прилуки. Через село проходить автодорога Прилуки—Суми (Н07)
Виявлено поселення епохи неоліту і бронзи (4—2 тис. до н. е.), ранньослов'янського часу (1 тис. н. е.), Київ. Русі (11—13 ст.).
Селом протікає річка Утка, ліва притока Удаю. Біля села розташований Охинський ентомологічний заказник.

## Історія
Село входило до 1781 року до Срібнянської сотні Прилуцького полку. а потім до Прилуцького повіту Чернігівського намісництва
Найдавніше знаходження на мапах кінець 18 сторіччя
У 1862 році у селі володарському та козачому Охіньки (Охиньки) була церква, завод та 237 дворів де жило 1350 осіб
У 1881 — 1571 ж., Іванківської волості Прилуцького повіту Полтавської губернії. 
У 1911 році у селі Охіньки Переволочанської волості Прилуцького повіту Полтавської губернії була церква Введення у храм Пресвятої Богородиці, земська та церковно-прихідська школи та жило 2005 осіб
До 2019 року орган місцевого самоврядування — Охіньківська сільська рада, якій було підпорядковане село Пручаї.

### Доба УНР та комуністична окупація
1917 року село увійшло до складу УНР. Після численних змін влади у селі закріпилися загони російських більшовиків. 1929 окупаційна влада почала масовий грабунок приватних господарств під виглядом організації колгоспів. 1932 комуністи організували убивства голодом, жертвами яких, зокрема, стали родини Погорілих, Клочків, Кузьменків, Завгородніх. Список жертв комуністичного Геноциду-Голодомору у селі Охіньки міститься у Національній книзі пам'яті.

### Після Другої світової війни
У 1946 встановлено надгробки на колективні могили солдат, які загинули у боях у селі 1943.

## Сучасність
На 1988 р. в Охіньках — центр, садиба колгоспу ім. Т. Г. Шевченка (спеціалізація — тваринництво, виробництво зерна і цукрового буряку), середня школа, лікарня, Будинок культури, кіноустановка, б-ка.

## Населення

### Мова
Розподіл населення за рідною мовою за даними перепису 2001 року:
| Мова       | Кількість | Відсоток |
| ---------- | --------- | -------- |
| українська | 683       | 97.71%   |
| російська  | 15        | 2.15%    |
| білоруська | 1         | 0.14%    |
| Усього     | 699       | 100%     |

## Відомі уродженці

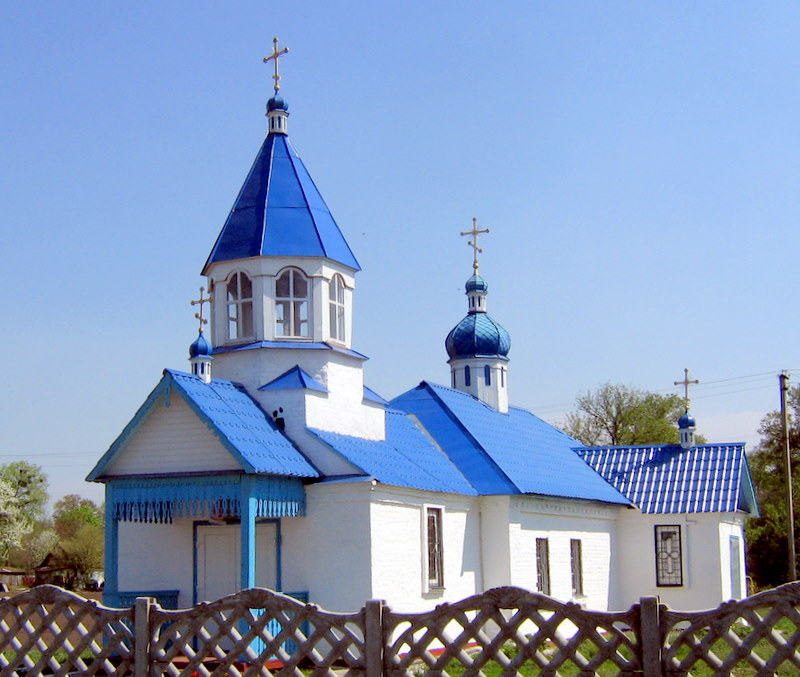
Сільська церква

- Володимир Бондаренко, народний депутат України (БЮТ).
- Віктор Бондаренко — чиновник Міністерства освіти.
- Макаренко Микола Васильович — провідний науковий співробітник відділу фізіології головного мозку Інституту фізіології ім. О. О. Богомольця НАН України.